# Moarves de Ojeda
Moarves de Ojeda est une commune espagnole située dans la province de Palencia. 
Elle est très réputée pour son église romane consacrée à Saint Jean Baptiste, San Juan de Moarves, avec son portail sculpté surmonté des apôtres avec au centre un Christ Pantocrator. Il existe dans la localité une autre église, consacrée à Saint Pierre. 

## Lieux et monuments (galerie d'images)

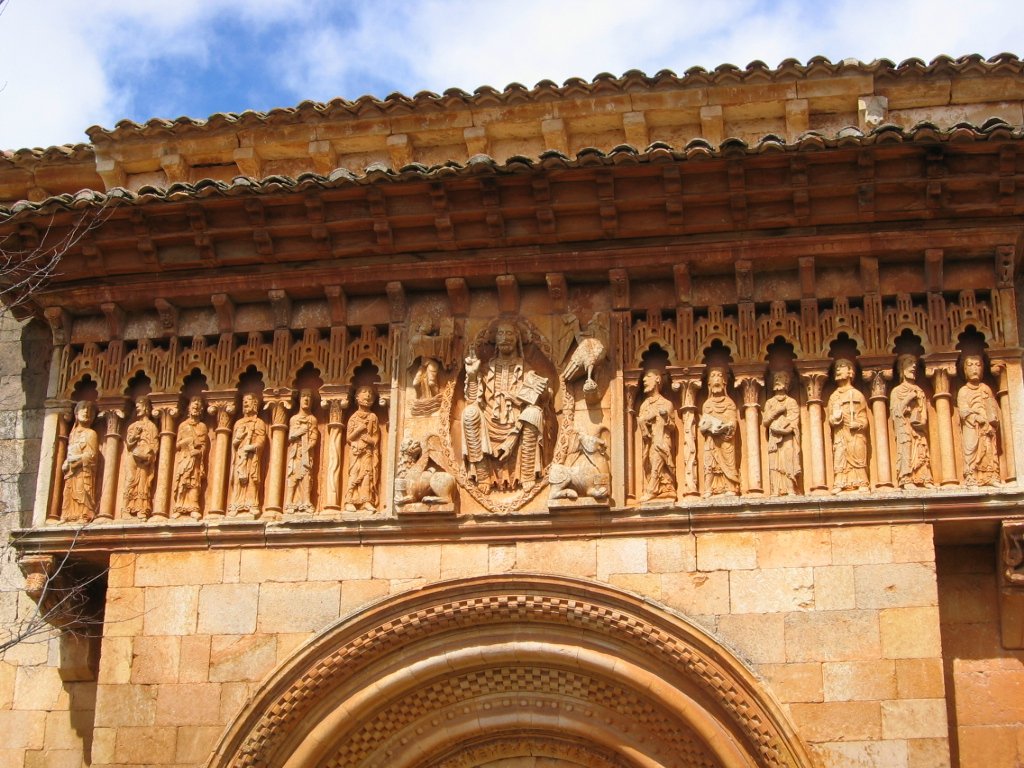
Portique de Saint Jean Baptiste.
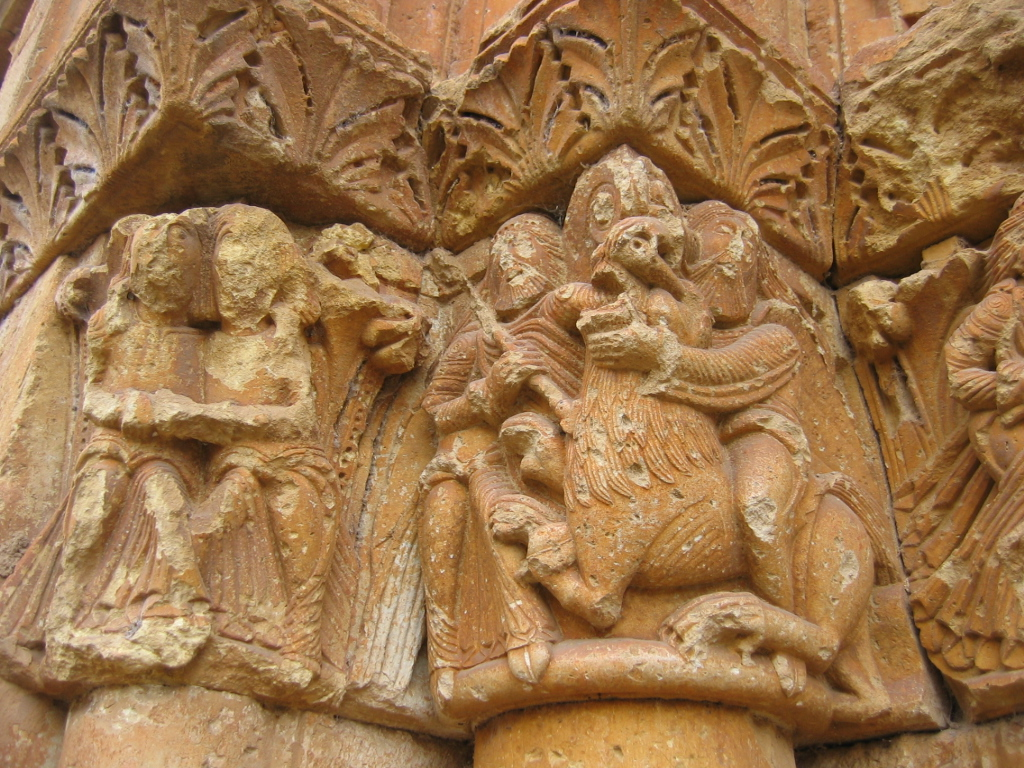
Détail du chapiteau avec Daniel et le lion.
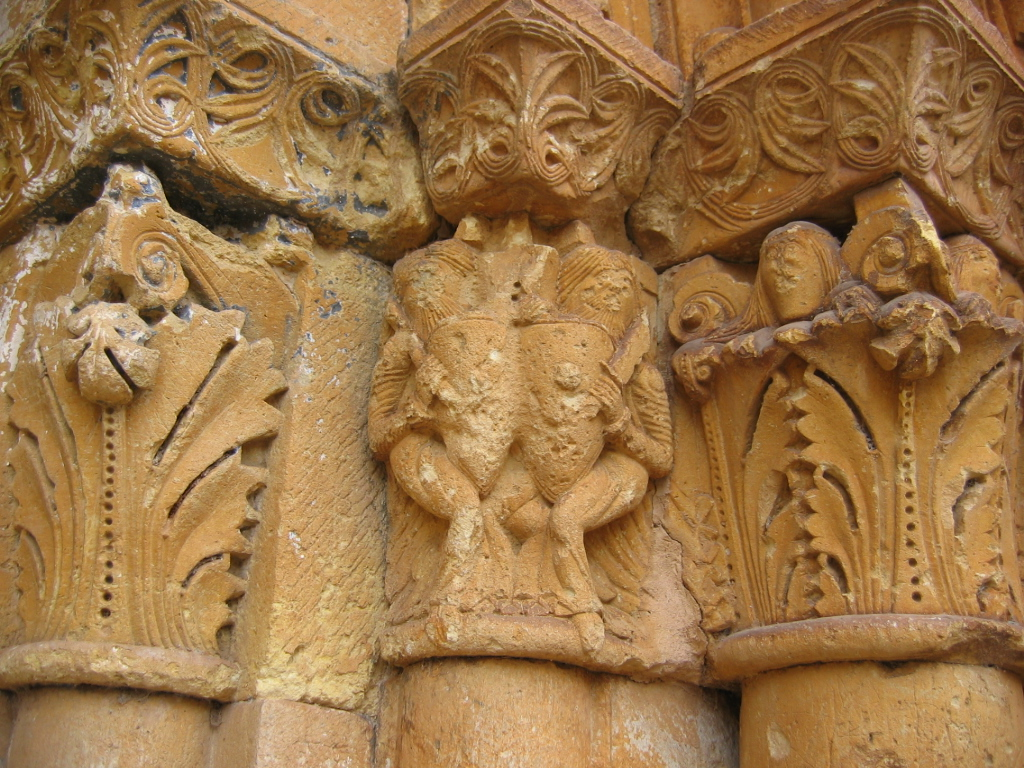
Détail du chapiteau aux guerriers.
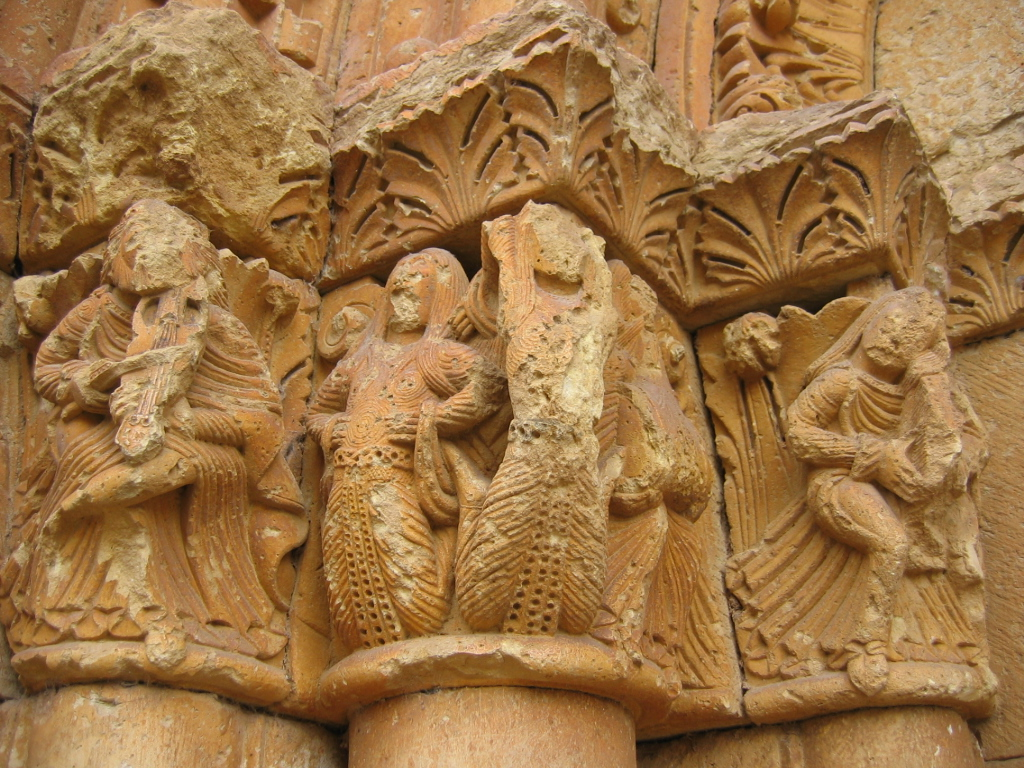
Détail du chapiteau aux danseuses et aux musiciens.
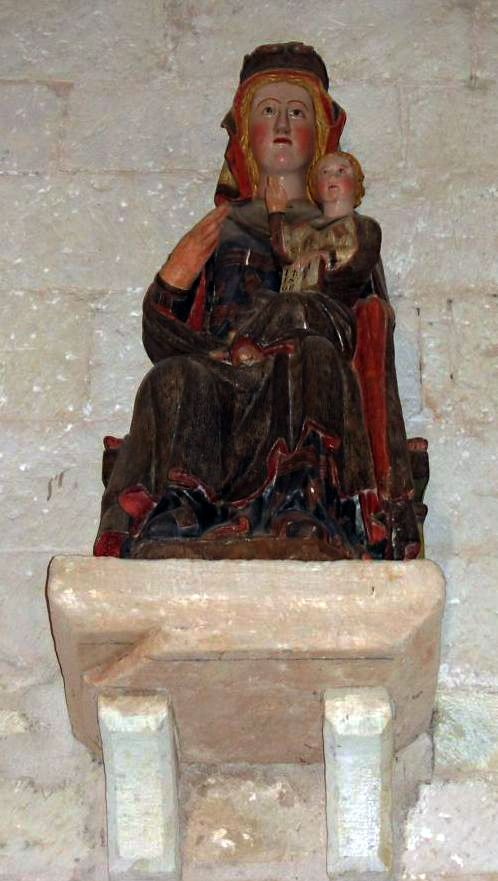
Vierge à l'enfant, de Saint Jean Baptiste.
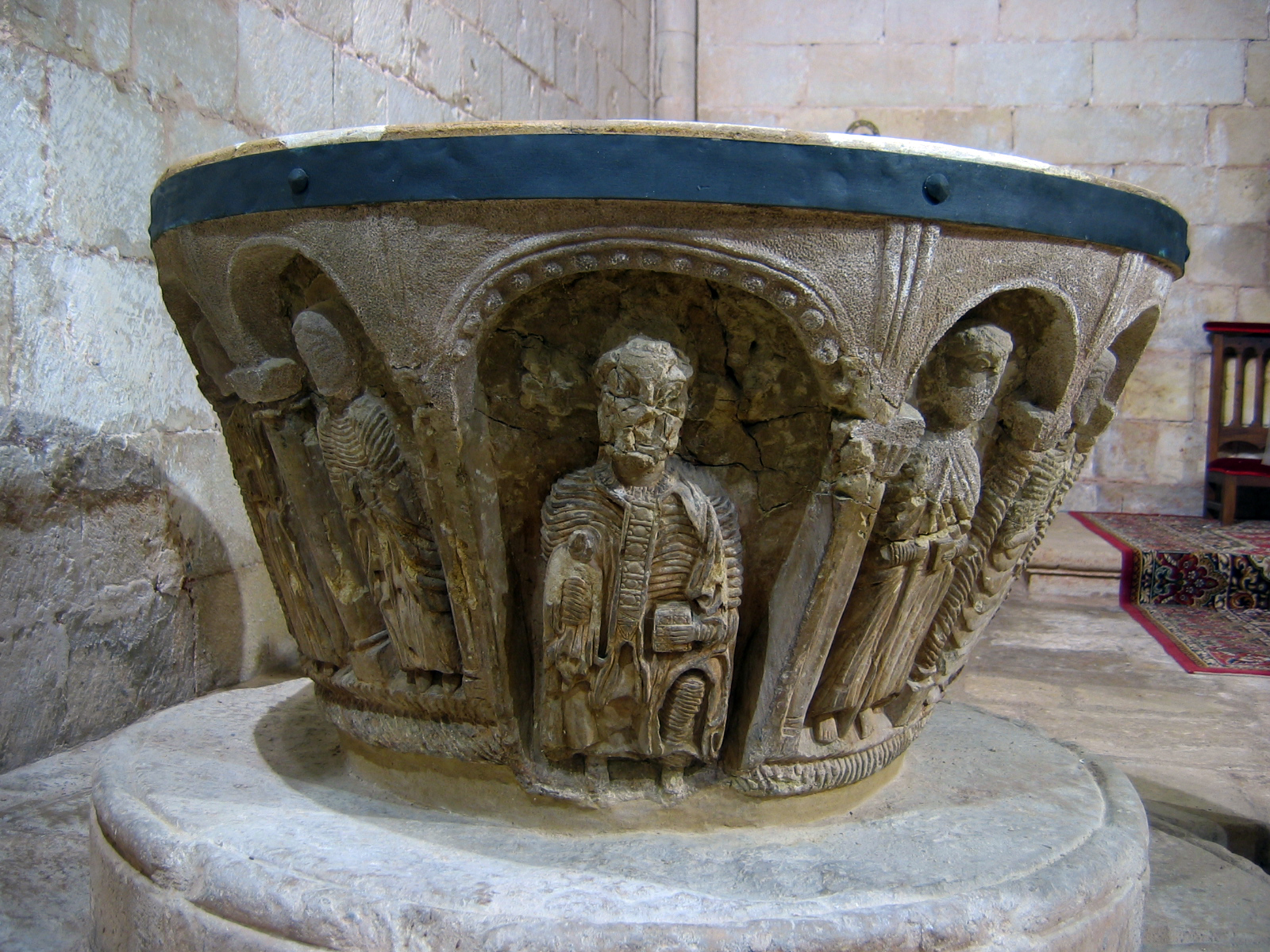
Detail des fonts baptismaux.
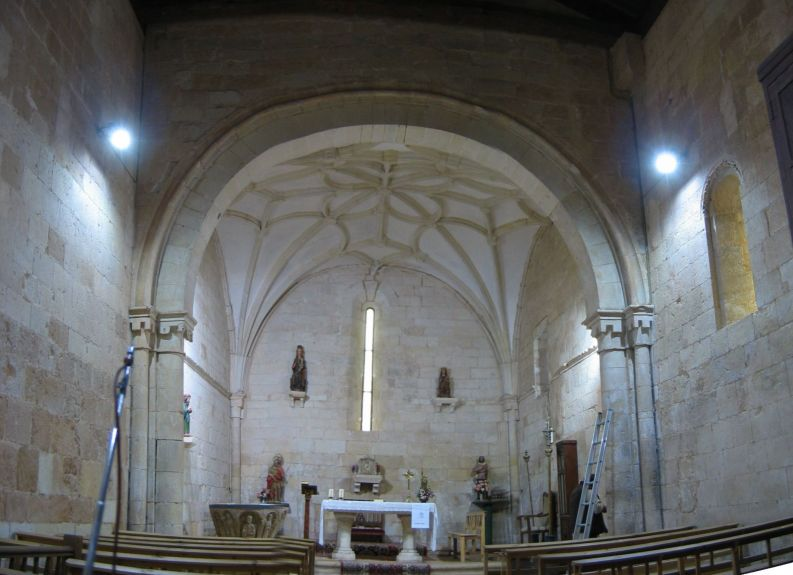
Intérieur de Saint Jean Baptiste.